# Полтавчанка
«Полтавчанка» — женский волейбольный клуб из Полтавы. Был основан в 2001 году. Тренер — Анатолий Иванович Воличенко.
В сезонах 2004-го, 2006-го, 2008-го, 2009-го годов клуб выигрывает высшую студенческую лигу Украины, после чего переходит играть в Высшую лигу чемпионата Украины.
В 2008-м году команда становится бронзовым призером Первых студенческих игор Украины.
В 2009-м году «Полтавчанка» выигрывает Высшую студенческую и Высшую любительскую лигу Украины.
Проведя сезон 2009/10 в высшей лиге и заняв там шестое место, команда прекращает своё существование в качестве профессионального клуба. Спонсоров, готовых финансировать «Полтавчанку», вкладывая деньги на долгосрочную перспективу, в Полтаве не нашлось. На данный момент команда выступает в высшей любительской лиге Украины.

## Состав
| №  | Имя, фамилия         | Год рождения | Рост | Амплуа     |
| -- | -------------------- | ------------ | ---- | ---------- |
| 1  | Алина Нагорная       | 1990         |      | нападающая |
| 2  | Марина Дейнега       | 1988         |      | нападающая |
| 3  | Светлана Гаврилова   | 1988         |      | связующая  |
| 4  | Катерина Слынько     | 1988         |      | нападающая |
| 5  | Анна Важинская       | 1987         |      | нападающая |
| 7  | Алена Витько         | 1990         |      | нападающая |
| 8  | Анастасия Котляренко | 1992         |      | нападающая |
| 9  | Анна Магерова        | 1986         |      | нападающая |
| 10 | Ирина Петрушина      | 1988         |      | либеро     |
| 11 | Виктория Косяк       | 1987         |      | нападающая |
| 12 | Марта Щербак         | 1988         |      | либеро     |
| 13 | Анастасия Ратиева    | 1986         |      | нападающая |
| 14 | Наталья Оробченко    | 1988         |      | связующая  |
| 15 | Мария Гончарук       | 1989         |      | нападающая |

- Главный тренер — Анатолий Иванович Воличенко.